# Косминский, Антоний
Анто́ний Косми́нский (Косьминьский; пол. Antoni Kośmiński) — польский писатель.
Написал: «Dobiesławski, powieść narodowa z czasòw Jana III» (Варшава, 1829); «Władysław Dobromir Podolanin» (там же, 1827); переводы книг J.J. Virey («Historyja obyczajòw i instynkta zwierząt», Варшава, 1828) и Гумбольдта («Obrazy przyrodzenia», Варшава, 1847) и др.